# Aleksandar Belić
Aleksandar Belić (Belgrado, 2 agosto 1876 – Belgrado, 26 febbraio 1960) è stato un linguista, docente e scrittore serbo, è stato uno dei maggior fautori della letteratura serbo-croata e studiosi del serbocroato.
Docente all'Università di Belgrado, è stato Presidente dell'Accademia delle Scienze serba.  È stato tra i fondatori dell'Istituto di lingua serbocroata, dirigiendo e coruando vari iniziative della lingua e dialettologia serbocroata. Tra le sue innumerevoli opere si ricordano: Dijalekti istočne i južne Srbije (I dialetti della Serbia orientale e meridionale, anno 1905), Pravopis  (Ortografia, anno 1923), Vuk i Daničić (Vuk e Daničić, anno 1947), Vukova borba (La lotta di Vuk, anno 1948).